# Leiodesmus carcani
Leiodesmus carcani är en mångfotingart som beskrevs av Filippo Silvestri 1902. Leiodesmus carcani ingår i släktet Leiodesmus och familjen Chelodesmidae. Inga underarter finns listade i Catalogue of Life.